# Francesc Cambó (llibre)
Francesc Cambó és un volum de l'Obra Completa de Josep Pla publicat el 1973 que parla sobre la biografia política de Francesc Cambó, fundador i líder de la Lliga Regionalista. Anteriorment ja es va publicar en tres volums els anys 1928, 1929 i 1930, tot i que Josep Pla amb la publicació de 1973 va fer-hi algun canvi.
| «                     | En realitat és una biografia essencialment política del senyor Cambó, o sigui, una història del catalanisme polític amb tots els matisos, situacions i detalls, intrigues, lluites i transaccions que aquestes paraules impliquen | » |
| — Josep Pla al pròleg | |   |

Josep Pla des dels inicis de la seva carrera periodística i literària va tractar i estudiar personatges amb freqüència; per això, Gabriel Ferrater el defineix com el «memoralista de gent».